# (4663) Falta
(4663) Falta est un astéroïde de la ceinture principale.

## Description
(4663) Falta est un astéroïde de la ceinture principale. Il fut découvert le 27 septembre 1984 à l'Observatoire Kleť par Antonín Mrkos. Il présente une orbite caractérisée par un demi-grand axe de 3,21 UA, une excentricité de 0,06 et une inclinaison de 14,9° par rapport à l'écliptique.

## Compléments